# Rodrigo Santoro
 (août 2019).
Pour les articles homonymes, voir Santoro.
Rodrigo Santoro est un acteur brésilien, né le 22 août 1975 à Petrópolis (État de Rio de Janeiro).

## Biographie

### Jeunesse
Rodrigo Junqueira dos Reis Santoro naît à Petrópolis le 22 août 1975, d'un père italien, Francesco Santoro, ingénieur, et d'une mère brésilienne, Maria José Junqueira dos Reis, peintre et sculptrice.
Il a une sœur, Flávia Junqueira dos Reis Santoro, née en 1978.
Il découvrit sa passion pour le théâtre et le cinéma durant sa jeunesse. Étant enfant, il s'amusait à créer des spectacles de marionnettes pour sa famille. Plus tard, il adapta des téléfilms pour le théâtre de son école.
En 1993, il entre à l'Université pontificale catholique de Rio de Janeiro où il fit des études de marketing.

### Vie privée
Il est marié à Mel Fronckowiak depuis 2016. Ils ont une fille, Nina Fronckowiak Santoro, née en 2017.

## Carrière
À peine entré à l'université, il décroche son premier rôle à la télévision dans une telenovela brésilienne, Olho no Olho. Il participe à d'autres telenovelas qui ont plus ou moins de succès. En 1999, il fait la voix brésilienne de Stuart dans Stuart Little.
En 2001, il obtient son premier grand rôle au cinéma avec La Bête à sept têtes de Laís Bodanzky où il incarne le jeune Neto, un adolescent envoyé injustement dans un asile psychiatrique par son père. Ce rôle lui permet d'obtenir de nombreuses récompenses au Brésil et au Festival international du film de Carthagène. Grâce à ce film, il décroche le rôle de Tonho dans le très touchant Avril brisé de Walter Salles en 2001. Il enchaîne ensuite avec Carandiru d'Héctor Babenco où il tient le rôle d'un homme transgenre nommé Lady Di.
En 2003, il est contacté par la Columbia Pictures pour jouer dans Charlie's Angels : Les Anges se déchaînent !. Ce film lui ouvre les portes d'Hollywood. La même année, il tient le rôle du beau et mystérieux Karl dans Love Actually. Malgré tout, il n'oublie pas son pays natal et y retourne pour tourner les mini-séries Hoje É Dia de Maria et Hoje É Dia de Maria 2.
En 2004, il participe au film publicitaire pour le parfum No 5 de Chanel réalisé par Baz Luhrmann aux côtés de Nicole Kidman. En 2006, il revient à Hollywood pour le film 300 dans lequel il incarne le tyrannique Xerxes Ier. Il est également présent dans la série à succès Lost : Les Disparus, dans la saison 3 (2006-2007), où il incarne Paulo.
En 2010, il joue aux côtés de Jim Carrey dans le film I Love You Phillip Morris.
De 2016 à 2020, il tient un rôle secondaire dans la série Westworld, diffusée sur HBO.

### Autres Informations
Malgré son travail à Hollywood, Rodrigo Santoro ne désire pas vivre à Los Angeles. Il réside actuellement à Rio de Janeiro où il pratique la méditation transcendantale et aime écouter The Doors son groupe préféré.

## Filmographie

### Cinéma

#### Longs métrages
- 1998 : Como Ser Solteiro de Rosane Svartman
- 1999 : O Trapalhão E A Luz Azul de Paulo Aragãoo et Alexandre Boury
- 2001 : Avril brisé (Abril despedaçado) de Walter Salles : Tonho
- 2001 : La Bête à sept têtes (Bicho de Sete Cabeças) de Lais Bodanzky : Neto
- 2003 : Charlie's Angels : Les Anges se déchaînent ! (Charlie's Angels : Full Throttle) de McG : Randy Emmers
- 2003 : Love Actually de Richard Curtis : Karl
- 2003 : Carandiru d'Hector Babenco : Lady Di
- 2004 : A Dona da historia de Daniel Filho : Luiz Claudio jeune
- 2006 : 300 de Zack Snyder : Xerxès
- 2007 : Não por acaso de Philippe Barcinski : Pedro
- 2008 : Redbelt de David Mamet : Bruno Silva
- 2008 : Leonera de Pablo Trapero : Ramiro
- 2008 : Os Desafinados de Walter Lima Jr. : Joaquim jeune / Antonio Goldfaber
- 2009 : Che, 1re partie : L'Argentin (Che : Part 1 - The Argentine) de Steven Soderbergh : Raúl Castro
- 2009 : Che, 2e partie : Guerilla (Che : Part 2 - Guerilla) de Steven Soderbergh : Raúl Castro
- 2009 : Post Grad de Vicky Jenson : David
- 2010 : I Love You Phillip Morris de Glenn Ficarra et John Requa : Jimmy
- 2010 : Au prix du sang (There Be Dragons) de Roland Joffé : Oriol
- 2011 : Heleno de José Henrique Fonseca : Heleno de Freitas
- 2011 : Meu Pais de Andre Ristum : Marcos
- 2011 : Rio de Carlos Saldanha : Tulio (voix)
- 2012 : Ce qui vous attend si vous attendez un enfant (What to Expect When You're Expecting) de Kirk Jones : Alex
- 2012 : Reis e ratos de Mauro Lima : Roni Rato
- 2013 : Le Dernier Rempart (The Last Stand) de Kim Jee-woon : Frank Martinez
- 2013 : Rio 2096 : Une histoire d'amour et de furie (Uma História de Amor e Fúria) de Luiz Bolognesi : Vilão (voix)
- 2014 : 300 : La Naissance d'un empire (300 : Rise of an Empire) de Noam Murro : Xerxès
- 2014 : Rio 2 de Carlos Saldanha : Tulio (voix)
- 2014 : Rio, I Love You (Rio, Eu Te Amo) de Carlos Saldanha : Ele (segment « Pas de Deux)
- 2015 : Diversion (Focus) de John Requa et Glenn Ficarra : Rafael Garriga
- 2015 : Les 33 (Los 33) de Patricia Riggen : Laurence Golborne
- 2016 : Jane Got a Gun de Gavin O'Connor : Fitchum
- 2016 : Pelé : Naissance d’une légende (Pelé : Birth of a Legend) de Jeff Zimbalist et Michael Zimbalist : Un annonceur brésilien
- 2016 : Ben-Hur de Timur Bekmambetov : Jésus-Christ
- 2020 : Project Power d'Ariel Schulman et Henry Joost : Biggie
- 2021 : 7 Prisonniers (7 Prisioneiros) d'Alexandre Moratto : Luca

### Télévision

#### Séries télévisées
- 1993 : Olho no Olho : Pedro
- 1994 : Pátria Minha : Fernando
- 1995 - 1996 : Explode Coração : Serginho
- 1996 : Sai de Baixo : Gama
- 1997 : L'amour est dans l'air (O Amor Está no Ar) : Léo
- 1998 : Hilda Furacão : Frei Malthus
- 1998 : Mulher : Jorge
- 1999 : Suave Veneno : Eliseo Vieira
- 2001 : Os Normais : Júlio
- 2001 : Estrela-Guia : Carlos Charles Pimenta
- 2002 : Pastores da Noite : Un prêtre
- 2003  : Femmes amoureuses (Mulheres Apaixonadas) : Diogo Nogueira
- 2005 : Hoje é Dia de Maria : Amado / Don Chico Chicote
- 2006 - 2007 : Lost : Les Disparus (Lost) : Paulo
- 2009 : Som & Fúria : Sanjay
- 2010 : Afinal, o que Querem as Mulheres ? : Lui-même
- 2012 : As Brasileiras : Carioca
- 2016 : Velho Chico : Afrânio de Sá Ribeiro
- 2016 - 2020 : Westworld : Hector Escaton
- 2019 : Reprisal : Joel Kelly
- 2019 : Solteira e Boa Rapariga : David
- 2021 : Sessão de Terapia : Davi Greco
- 2022 : Sans limites (Sin límites) : Magallanes
- 2023 : Wolf Pack : Garrett Briggs
- 2024 : Bom Dia, Verônica : Jerônimo Soares

#### Téléfilms
- 2003 : The Roman Spring of Mrs. Stone de Robert Allan Ackerman : Un jeune homme
- 2011 : Homens de Bem de Jorge Furtado : Ciba
- 2012 : Hemingway and Gellhorn de Philip Kaufman : Paco Zarra

## Voix francophones
En France, Rodrigo Santoro n'a pas encore de voix régulière, même si Bernard Gabay l'a doublé à trois reprises.